# Even Now (album Barry Manilow)
Even Now è un album del cantautore statunitense Barry Manilow, pubblicato dall'etichetta discografica Arista e distribuito dalla BMG nel 1978.
L'album è prodotto dallo stesso interprete insieme a Ron Dante, e sempre Manilow partecipa alla stesura di 8 brani.

## Tracce

### Lato A
1. Copacabana (At the Copa) - 4:08
2. Somewhere in the Night - 3:26
3. A Linda Song - 3:20
4. Can't Smile Without You - 3:13
5. Leavin' in the Morning - 3:25
6. Where Do I Go from Here - 3:07

### Lato B
1. Even Now - 3:28
2. I Was a Fool (To Let You Go) - 3:29
3. Losing Touch - 2:40
4. I Just Want to Be the One in Your Life - 3:39
5. Starting Again - 2:40
6. Sunrise - 3:16